# Хаки Стърмили
Хаки Стърмили (на албански: Haki Stërmilli) е албански писател, поет и политик.

## Биография
Сътрмили е роден в големия западномакедонски българо-албански град Дебър в 1895 година. Завършва гимназия в Битоля. Преследван от установената в 1913 година сръбска власт във Вардарска Македония, емигрира в Албания, където се занимава с политика. В 1924 година е избран за секретар на младежката организация Башкими. След падането на Фан Ноли, когото Стърмили подкрепя, е принуден да емигрира в СХС, но е арестуван и предаден на албанските власти. По време на италианската окупация е водач на Антифашисткия фронт в Дебър. След края на войната е депутат и до смъртта си директор на Народната библиотека в Тирана.

## Трудове
- Dibranja e mjerueshme, 1923
- Dashuni e besnikri, 1923
- Burgu, 1935
- Sikur t'isha djalë, 1936
- Trashëgirntarët tanë, 1950
- Shtigjeve të lirisë, 1966
- Kalorësi i Skënderbeut, 1968